# Georgi Wassiljewitsch Tschitscherin

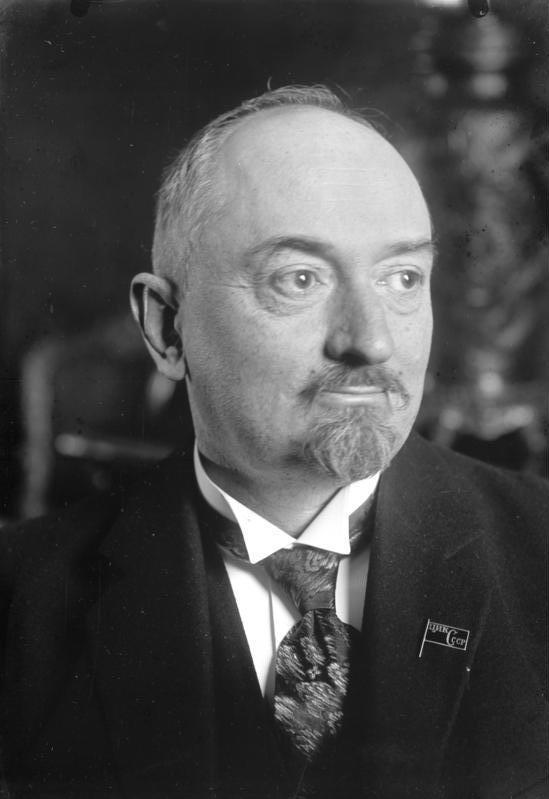
Georgi Wassiljewitsch Tschitscherin, 1925

Georgi Wassiljewitsch Tschitscherin (russisch Георгий Васильевич Чичерин, wiss. Transliteration Georgij Vasil'evič Čičerin; * 12. Novemberjul. / 24. November 1872greg. in Karaul im Gouvernement Tambow; † 7. Juli 1936 in Moskau) war ein sowjetischer Politiker. Von 1918 bis 1930 war er Volkskommissar für Auswärtige Angelegenheiten, also faktisch Außenminister, zunächst der RSFSR und dann der Sowjetunion.

## Leben
Tschitscherin war der Sohn des Legationsrats Wassili Tschitscherin († 1882) aus russischem Kleinadel und seiner deutsch-baltischen Ehefrau Karoline Georgine, geb. von Meyendorff (1836–1897). Peter von Meyendorff war sein Großonkel. 1904 schloss sich Georgi Tschitscherin den Sozialrevolutionären an, musste dann für 12 Jahre ins Exil gehen und wurde dort Sozialdemokrat. Er lebte 1905–1907 in Berlin, wo er sich nach dem Scheitern der Russischen Revolution mit Karl Liebknecht befreundete, 1907–1914 in Paris, wo er sich als Sekretär des Auslandsbüros der SDAPR Lenin und seinen Anhängern entgegenstellte, und 1914–1917 in London. In London wurde er nach der Russischen Revolution des Jahres 1917 verhaftet und später ausgewiesen.
Von 1918 bis 1930 war Tschitscherin Volkskommissar für Auswärtige Angelegenheiten zunächst der RSFSR und dann der Sowjetunion. Er plädierte engagiert für engere Beziehungen zum im Ersten Weltkrieg besiegten Deutschland, was 1922 nach der Konferenz von Genua zum Vertrag von Rapallo führte. Die Russische Sozialistische Föderative Sowjetrepublik und das Deutsche Reich unterzeichneten in diesem Vertrag nicht nur die gegenseitige Anerkennung, was dem sowjetischen Regime in Russland erstmals völkerrechtliche Anerkennung und damit internationale Aufwertung brachte. Beide Staaten bekräftigten auch das Interesse an Zusammenarbeit, und Russland verzichtete auf Reparationsforderungen gegenüber dem Deutschen Reich.

„Die Journalisten haben Genua heute verlassen und sind 30 heiße Kilometer nach Rapallo gefahren, um die sowjetische Delegation zu sehen und Grigorij Tschitscherin zu interviewen. Tschitscherin, blond und in neuen Berliner Anzügen mit einem großen rechteckigen roten Abzeichen, sieht aus wie ein Geschäftsmann. Er spricht wegen seiner Zahnlücken mit einem leichten Schnurren. Er empfing die Flut der Reporter schubweise und redete mit jedem Besucher in dessen Sprache. Hunderte von Fotografen versuchten an den Wachtposten vorbeizukommen, die ihre Kameras nach Bomben untersuchten.“

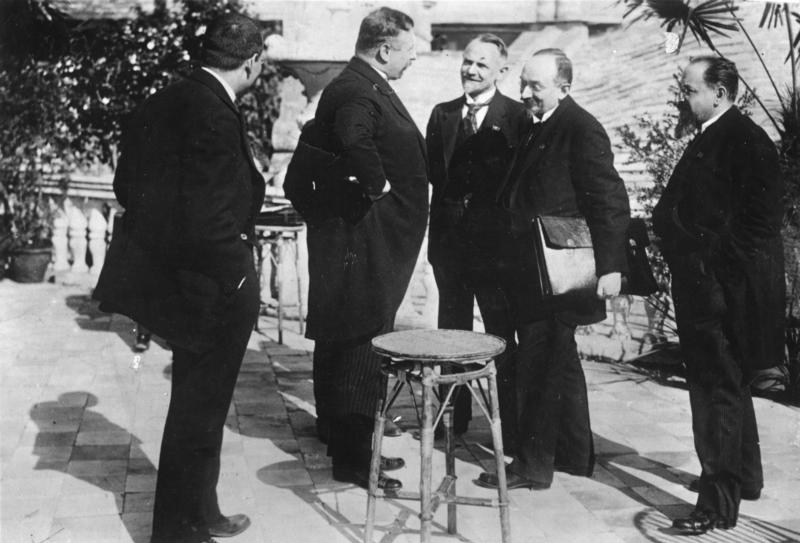
Tschitscherin (2. von rechts, mit Aktentasche) in Rapallo 1922, u. a. mit Joseph Wirth (2. von links) und A. A. Joffe (ganz rechts)

Mit Ulrich Graf von Brockdorff-Rantzau, der ab November 1922 den Posten des deutschen Botschafters in Moskau innehatte, pflegte Tschitscherin eine enge Zusammenarbeit bis zu dessen Tod im Jahre 1928. Tschitscherin, bis in die späten Zwanzigerjahre für sein ungeheuerliches Arbeitspensum  bekannt, war ab 1928 krankheitshalber zunehmend geschwächt und wurde 1930 durch seinen Stellvertreter Maxim Litwinow abgelöst.

## Trivia
Das besonders in Ostdeutschland verwendete Scherzwort Tschitscheringrün wird fälschlicherweise mit Georgi Tschitscherin und der vermeintlichen Farbe seines Anzuges während der Unterzeichnung des Vertrages von Rapallo in Verbindung gebracht.

## Literatur

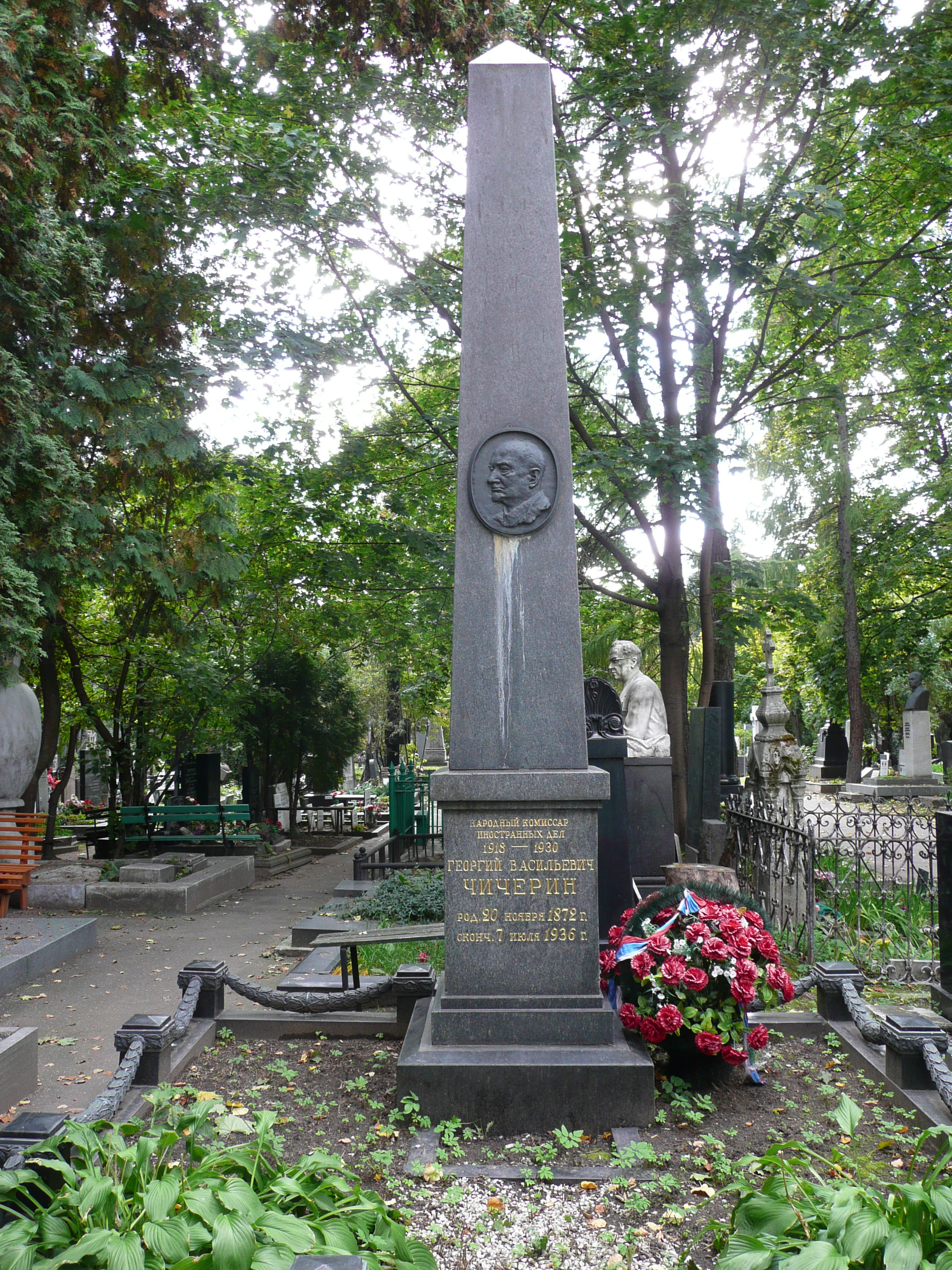
Grabmal Tschitscherins auf dem Nowodewitschi-Friedhof Moskau